# Марко Юганссон
Марко Юганссон (швед. Marko Johansson, нар. 25 серпня 1998, Мальме, Швеція) — шведський футболіст, воротар клубу «Гамбург». На умовах оренди грає на батьківщині за «Гальмстад».

## Ігрова кар'єра

### Клубна
Марко Юганссон народився у місті Мальме. Він є вихованцем місцевого однойменного клубу. Свій перший матч за основу Марко зіграв у 2015 році у кваліфікації до Ліги чемпіонів проти литовського «Жальгіріса», коли він вийшов на заміну замість травмованого основного воротаря і зумів зберегти свої ворота в недоторканості.
У 2017 році Юганссона віддали в оренду у клуб Супереттан «Треллеборг» і в кінці сезону допоміг своєму новому клубу підвищитись до Аллсвенскан. Саме у складі «Треллеборга» Юганссон дебютував у матчах вищого дивізіону Швеції.
Юганссона ще двічі віддавали в оренду — до клубів ГАІС і «М'єльбю».

### Збірна
Марко Юганссон провів понад двадцять матчів у складі юнацьких збірних Швеції. 2019 року він зіграв у молодіжній збірній Швеції.

## Особисте життя
Марко Юганссон має македонське коріння.

## Титули і досягнення
- Чемпіон Швеції (1):

«Мальме»: 2020